# Sphegina philippina
Sphegina philippina är en tvåvingeart som beskrevs av Thompson 1999. Sphegina philippina ingår i släktet midjeblomflugor, och familjen blomflugor. Inga underarter finns listade i Catalogue of Life.